# Federico Bas Moró
Federico Bas Moró (Alacant, 15 de desembre de 1839 - Madrid, 24 de febrer de 1914) fou un propietari i polític valencià, germà de José Bas Moró. Fou diputat a les Corts Espanyoles durant la restauració borbònica.

## Biografia
Era fill del comerciant José Bas Bellido. Estudià a l'Institut d'Alacant i va aprendre anglès a Liverpool. Després d'ocupar diversos càrrecs a legacions diplomàtiques, tornà a Alacant, on fou abanderat de la companyia d'artilleria de la Milícia Nacional, amb la que va participar en la revolució de 1868, i director d'El Constitucional el 1866. El 1869 presidí el Casino d'Alacant. Fou elegit diputat per Elx a les eleccions generals espanyoles d'abril de 1872 pel Partit Constitucional. Monàrquic liberal, va ingressar després al Partit Liberal Conservador, amb el que fou elegit diputat per Elx a les eleccions generals espanyoles de 1876 i pel de Villena a les eleccions generals espanyoles de 1881 i 1886, però el 1889 va renunciar a l'escó. Posteriorment fou Subdirector General de Correus, dirigí el diari La España Postal i fou representant espanyol al Congrés Postal de Viena.